# Škofija Saint George's
Škofija Saint George's je rimskokatoliška škofija s sedežem v Corner Brooku (Kanada).

## Geografija
Škofija zajame področje 50.258 km² s 66.507 prebivalci, od katerih je 27.201 rimokatoličanov (40,9 % vsega prebivalstva).
Škofija se nadalje deli na 22 župnij.

## Škofje
- Neil McNeil (18. februar 1904-19. januar 1910)
- Michael Fintan Power (12. maj 1911-6. marec 1920)
- Henry Thomas Renouf (27. september 1920-2. marec 1941)
- Michael O'Reilly (5. julij 1941-14. januar 1970)
- Richard Thomas McGrath (1. junij 1970-17. junij 1985)
- Raymond John Lahey (5. julij 1986-5. april 2003)
- David Douglas Crosby (6. avgust 2003-danes)